# NGC 5720
NGC 5720 est une vaste galaxie spirale (barrée ?) située dans la constellation du Bouvier. Sa vitesse par rapport au fond diffus cosmologique est de 7 902 ± 8 km/s, ce qui correspond à une distance de Hubble de 116,5 ± 8,2 Mpc (∼380 millions d'al). NGC 5720 a été découverte par l'astronome américain Lewis Swift en 1887.
La classe de luminosité de NGC 5720 est II et elle présente une large raie HI. Selon la base de données Simbad, NGC 5720 est une galaxie LINER, c'est-à-dire une galaxie dont le noyau présente un spectre d'émission caractérisé par de larges raies d'atomes faiblement ionisés.
En raison d'une brillance de surface égale à 14,57 mag/am2, on peut qualifier NGC 5720 de galaxie à faible brillance de surface (LSB en anglais pour low surface brightness). Les galaxies LSB sont des galaxies diffuses (D) avec une brillance de surface inférieure de moins d'une magnitude à celle du ciel nocturne ambiant.
À ce jour, sept mesures non basées sur le décalage vers le rouge (redshift) donnent une distance de 119,000 ± 3,742 Mpc (∼388 millions d'al), ce qui est à l'intérieur des valeurs de la distance de Hubble.